# 고운로 (함양군)
고운로(Goun-ro)는 경상남도 함양군 함양읍 돌북교교차로에서 수동면 수동삼거리를 잇는 도로이다.

## 주요 경유지
경상남도
- 함양군 (함양읍 . 수동면)

## 노선 경로
| 이름               | 접속 노선                 | 경유지 | 경유지 | 비고                  |
| ------------------ | ------------------------- | ------ | ------ | --------------------- |
| 돌북교(회전)교차로 | 함양남서로 돌북새길       | 함양군 | 함양읍 |                       |
| 돌북교             |                           | 함양군 | 함양읍 |                       |
| 함앙3교 교차로     | 동위천2길                 | 함양군 | 함양읍 |                       |
| 동문사거리         | 함양로                    | 함양군 | 함양읍 |                       |
| 주차장(앞)사거리   | 국도 제24호선 (한들로)    | 함양군 | 함양읍 |                       |
| 함양나들목 교차로  | 제12호선 광주대구고속도로 | 함양군 | 함양읍 |                       |
| (이름없음)         | 하림대로                  | 함양군 | 함양읍 | 지방도 제1084호선구간 |
| 사근교             |                           | 함양군 | 함양읍 | 지방도 제1084호선구간 |
|                    |                           | 함양군 | 함양읍 | 지방도 제1084호선구간 |
| 수동삼거리         | 수동1길                   | 함양군 | 수동면 | 지방도 제1084호선구간 |

## 주요건물및 시설
- GS25 함양군청점 (고운로 23/운림리 107-4)
- 함양군청 (고운로 35/운림리 31-2)
- 함양초등학교 (고운로 43/운림리 27-1)
- 롯데리아 함양점 (고운로 52/운림리 42-10)
- 베스킨라빈스 경남함양점 (고운로 58/용평리 694-4)
- 파리바게뜨 경남함양점 (고운로 59/용평리 692-1)
- 피자마루 함양점 (고운로 59/용평리 692-1)
- 경남은행 함양지점 (고운로 60/용평리 694-38)
- 한솥도시락 경남함양점 (고운로 63/용평리 691-19)
- BBQ 경남함양점 (고운로 65/용평리 691-16)
- SK텔레콤 진주대리점 함양점 (고운로 66/용평리 612-8)
- KT 함양이동통신 고운로점 (고운로 73/교산리 173-3)
- 국민건강보험공단 함양출장소 (고운로 83/교산리 164-3)
- KT함양지점 (고운로 86/교산리 684-3)
- KT플라자 함양점 (고운로 86/교산리 684-3)
- 농협 함양농협 교산지점 (고운로 93/교산리 164)
- SK에너지 남척주유소 (고운로 94/용평리 683-5)
- 함양지리산고속 (고운로 95/교산리 144-3)
- SK에너지 지리산새마을금고주유소 (고운로 104/용평리 679-5)
- E1 함양LPG충전소 (고운로 208/신관리 854-2)
- HD현대오일뱅크 백천주유소 (고운로 453/백천리 1105-4)
- 알뜰 동산주유소 (고운로 570/백천리 909-5)